# 井廞
井廞，字素庵。直隸文安縣（今河北省文安縣）人，清朝政治人物、同進士出身。

## 生平
顺治十八年（1661年），登進士。康熙七年（1668年）官江西省長寧縣（今尋烏縣）知縣。撰有邑志。